# Volo Continental Airlines 1404
Il volo Continental Airlines 1404 era un volo di linea passeggeri dall'aeroporto Internazionale di Denver, in Colorado, Stati Uniti d'America all'aeroporto Intercontinentale di Houston-George Bush. La sera del 20 dicembre 2008, un Boeing 737-500 operante la rotta uscì di pista durante la corsa di decollo a causa di forti raffiche di vento, provocando 47 feriti, di cui 2 gravi. L'aeromobile, un Boeing 737-524 rimase gravemente danneggiato al punto da non poter più essere riparato.

## L'incidente
Sabato 20 dicembre 2008 alle ore 18:18 ora locale, dopo essere stato autorizzato per il decollo dalla pista 34R dell'aeroporto Internazionale di Denver, il Boeing 737-524 di Continental Airlines uscì di pista prima della via di rullaggio WC, continuò la sua corsa attraversando una via di rullaggio e una strada, e alla fine si fermò in un dirupo a 12 metri dalla pista, prendendo fuoco.
I vigili del fuoco giunsero rapidamente sul luogo dell'accaduto; al loro arrivo la parte destra dell'aereo era in fiamme e i passeggeri cercavano di uscire dal lato sinistro, seguendo le indicazioni degli assistenti di volo. Un pilota di Continental Airlines fuori servizio aiutò a fare uscire i passeggeri e si assicurò che tutti fossero al sicuro. Il pilota fuori servizio, Richard Lowe, faceva parte dell'equipaggio che aveva portato quello stesso aereo a Denver; riservista dell'Aeronautica Militare, Lowe ricevette la Airman's Medal per le sue azioni.
L'aereo subì gravi danni. La fusoliera si spezzò proprio dietro le ali, il motore numero 1 e la sezione principale del carrello di atterraggio furono strappati via, la sezione anteriore collassò. L'incendio provocò lo scioglimento dei vani bagagli sopra i sedili.
L'incidente è quello più grave mai verificatosi nella storia dell'aeroporto. L'aeromobile è stato successivamente demolito.

### I feriti
Dei 110 passeggeri e cinque membri dell'equipaggio a bordo, 38 riportarono ferite, comprese fratture, anche se tutti a bordo sopravvissero. Due passeggeri e un membro dell'equipaggio rimasero gravemente feriti, sebbene le condizioni di entrambi i passeggeri migliorarono già quella sera. La mattina seguente, meno di sette persone erano rimaste ricoverate in ospedale.
Il comandante David Butler, 50 anni, era tra i feriti gravi. Venne ricoverato in ospedale con gravi ferite alla schiena e fratture ossee. Il primo ufficiale, Chad Levang, 34 anni, riportò ferite lievi.

## Le indagini

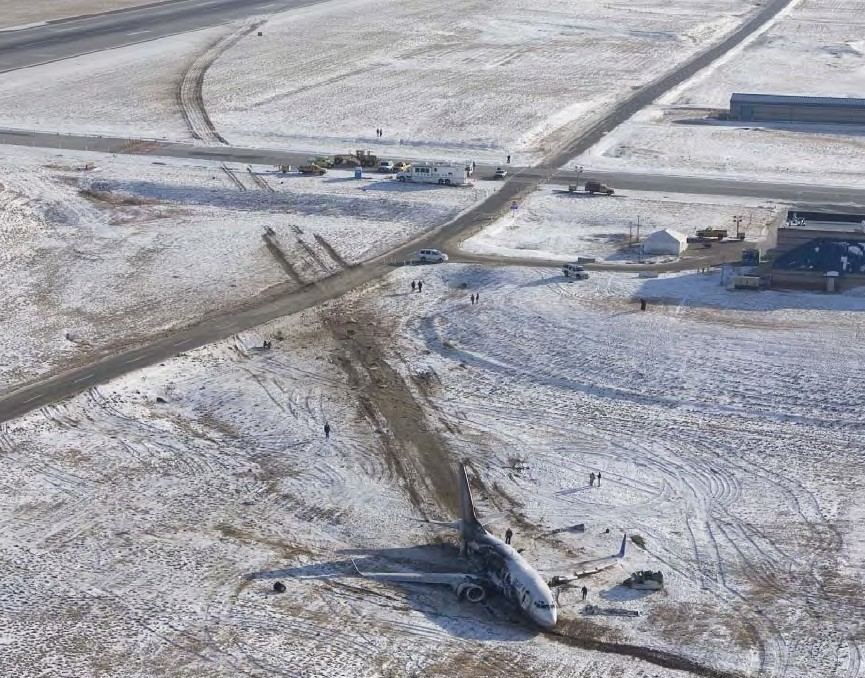
Una vista dall'alto dell'incidente.

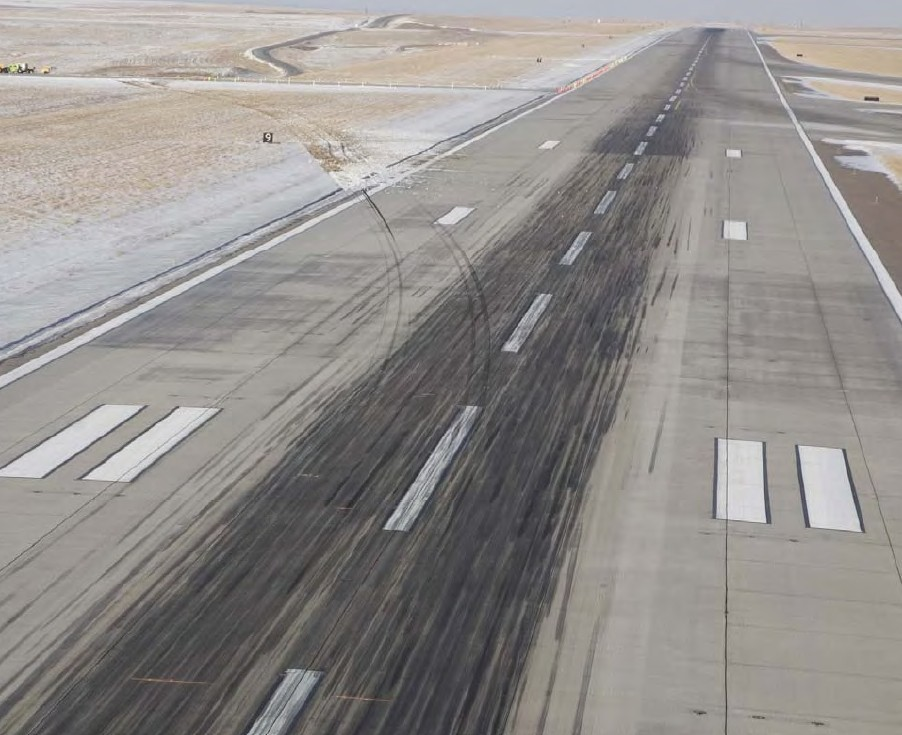
A sinistra, i segni lasciati dal carrello d'atterraggio del 737-500 durante l'uscita di pista.

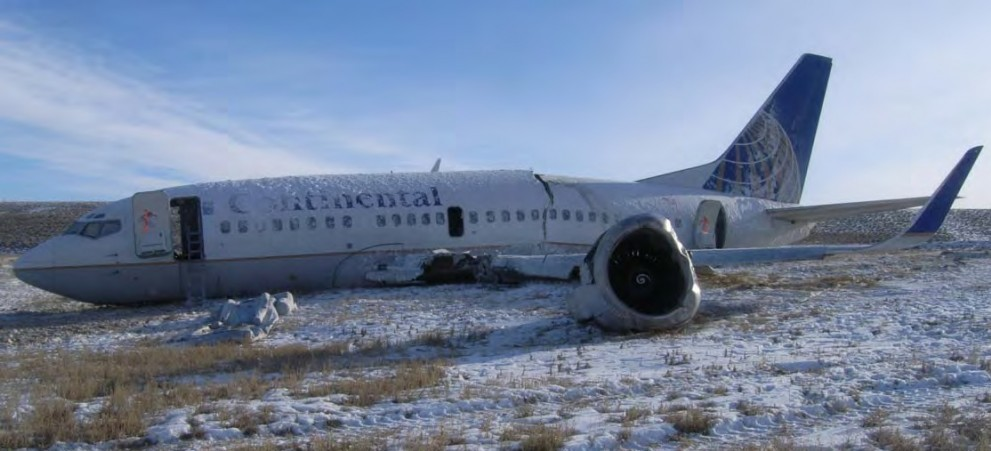
Un'altra vista dell'aereo giacente fuori dalla pista dell'aeroporto internazionale di Denver.

Le scatole nere dell'aereo vennero recuperate in buone condizioni. Il CVR (registratore di cabina) non presentò irregolarità apparenti fino a 41 secondi dopo il rilascio dei freni, poco prima della rotazione; a quel punto si udì un rumore sordo e i piloti abortirono il decollo 4 secondi dopo. Entrambi i registratori interrompono la registrazione 6 secondi dopo (prima che l'aereo si fermasse). Ad un certo punto durante la sequenza, l'aereo aveva raggiunto la velocità di 119 nodi (220 km/h).
Quando venne interrogato, il primo ufficiale riferì agli investigatori che non avevano riscontrato problemi fino al raggiungimento dei 90 nodi (168 Km/h); a quel punto, l'aereo si era spostato improvvisamente dal centro della pista verso sinistra. Il comandante era ferito in modo troppo grave per poter essere interrogato sull'accaduto. Sia il comandante che il primo ufficiale avevano i documenti di sicurezza in regola.
Dai segni lasciati sulla pista dall'aereo e dalle testimonianze di passeggeri e vigili del fuoco, si scoprì che l'aereo volò per alcuni secondi. Sulla pista non c'erano neve o ghiaccio, ma si scoprì la presenza di venti trasversali a 31 nodi (57 km/h).
L'equipaggio che aveva utilizzato quell'aereo prima del volo 1404 si trovava a Denver, anche se non in servizio, e dichiarò di non aver avuto problemi nel volo precedente. Nella sua storia, l'aereo aveva avuto un solo guasto al motore e un successivo atterraggio di emergenza nel 1995, a seguito del quale entrambi i motori erano stati sostituiti.
Secondo le speculazioni iniziali si pensava che l'aereo potesse avere avuto problemi al carrello di atterraggio che avrebbe potuto causare il blocco delle ruote durante la corsa di decollo, portando l'aereo fuori pista. Tuttavia, gli investigatori dell'NTSB dichiararono che i motori sembravano funzionare correttamente, che gli pneumatici erano gonfiati e che i freni sembravano non aver avuto problemi. Così si concluse che il carrello di atterraggio non aveva causato l'incidente.
A partire dal 17 luglio 2009, l'attenzione si spostò su una possibile forte raffica di vento e sulla possibile presenza di uno strato di ghiaccio sulla pista, come anche ipotizzato dal comandante David Butler. Questo affermò di aver smesso di spingere sui comandi del timone perché avevano smesso di funzionare. I venti che furono segnalati avevano una velocità tra i 24 nodi (44 km/h) e i 27 nodi (50 km/h) da nord-ovest, con raffiche fino a quasi 32 nodi (59 km/h) appena prima che l'aereo iniziasse la corsa di decollo lungo la pista, in direzione da nord a sud. Il 737-500 presenta un limite progettuale per il quale il vento trasversale al decollo non può superare i 33 nodi (61 km/h) su una pista asciutta.
Contrariamente ai dati "medi" del vento riferiti ai piloti dell'incidente, l'indagine dell'NTSB scoprì che un sensore a un'estremità della pista mostrava un vento trasversale di 40 nodi (74 km/h), con analisi che mostravano che l'aereo era stato colpito da una raffica di 45 nodi (83 km/h). Oltre ad essere molto più elevato dei dati comunicati ai piloti mentre si preparavano al decollo, questo era anche molto più alto di quello utilizzato dall'industria aerea nell'addestramento dei piloti. L'NTSB ricevette un rapporto che analizzava 250.327 partenze coinvolgenti 737-500 e scoprì che solo 4 di queste (meno dello 0,002%) avevano subito un vento trasversale sopra i 30 nodi (56 km/h); era quindi quasi impossibile per un pilota commerciale avere un'esperienza con venti trasversali a una velocità vicina a quella che aveva colpito il volo Continental Airlines 1404 quel giorno. L'NTSB sostenne che questo sia il motivo per cui il pilota avesse ritenuto che i suoi controlli del timone non funzionassero, decidendo di non utilizzarli più e di concentrarsi invece su altri rimedi, comunque inadeguati alla situazione.
Il 13 luglio 2010, l'NTSB concluse le indagini, ritenendo che la causa principale di questo incidente fosse stata il rilascio dei comandi del timone da parte del comandante, necessari per mantenere il controllo direzionale dell'aereo, circa 4 secondi prima dell'uscita di pista, quando il 737 era stato colpito un forte raffica di vento trasversale. Un fattore che aveva contribuito era stato l'inadeguato addestramento fornito ai piloti per rispondere correttamente a situazioni come questa. Un ulteriore fattore era il sistema di controllo del traffico aereo, che non aveva fornito sufficienti informazioni sul vento ai controllori del traffico e ai piloti. In risposta al rapporto dell'NTSB, la Federal Aviation Administration richiese all'industria aerea di adeguare i protocolli di addestramento dei piloti riguardanti il vento trasversale e ai controllori di volo di fornire ai piloti più fonti di informazioni sui venti, piuttosto che dei valori medi.

## Nella cultura di massa
Il volo Continental Airlines 1404 è stato analizzato nell'episodio Nuove rivelazioni della diciannovesima stagione del documentario Indagini ad alta quota trasmesso da National Geographic Channel.